# Brookville BL12CG
La Brookville BL12CG est une locomotive diesel-électrique à 4 essieux construite par la Brookville Equipment Corporation. La locomotive est conçue pour répondre aux normes d'émissions Tier 4. Les deux premiers ont été livrés à la Central California Traction Company en avril 2015.

## Sources et références
1. ↑  (en-US) « Brookville powers Central California Traction », sur Railway Age, 10 avril 2015 (consulté le 24 juin 2022)